# Nuestro Amor
Nuestro Amor és el segon disc d'estudi del grup mexicà RBD, publicat uns 11 mesos després del seu reeixit debut Rebelde. És un disc principalment Pop/Rock, més madur que el deu primer disc. Consta de 14 temes, tots ells inedits.
Aquest disc va establir diversos records des dels seus inicis: es van vendre uns 116.000 discos en les primeres 7 hores, establint categoria de platí (el més ràpid venedor de la història de Mèxic), i venent més de 160.000 a la primera setmana.
Al Brasil, es van vendre 250.000 en les primeres setmanes, i la majoria d'aquests, es van reservar per internet abans que sortissin a la venda.

## Cançons
1. "Nuestro amor" 3:39
2. "Me voy" 3:27
3. "Feliz cumpleaños" 3:00
4. "Este corazón" 3:32
5. "Así soy yo" 3:10
6. "Aún hay algo" 3:36
7. "A tu lado" 3:49
8. "Fuera" 3:39
9. "Qué fue del amor" 3:46
10. "Qué hay detrás" 3:19
11. "Tras de mí" 3:13
12. "Solo para ti" 3:43
13. "Una canción" [Live] 3:45
14. "Liso, sensual" 3:12

A Mèxic va debutar al núm.1, mentre que al Brasil arribà al número 1 i la versió en portuguès del disc al núm.10.
Als EUA va debutar al núm.88 del Billboard 200, i al núm.1 als Top Latin Albums i Latin Pop Albums.